# يوشيكي أوكامورا
يوشيكي أوكامورا (باليابانية: 岡村 宜城) (مواليد 21 مارس 1977)، هو لاعب كرة قدم سابق كان يلعب كلاعب وسط.

## وصلات خارجية
- يوشيكي أوكامورا على موقع رابطة كرة القدم اليابانية للمحترفين (اليابانية)
- يوشيكي أوكامورا على موقع عالم كرة القدم.نت (الإنجليزية)